# 卜列革
卜列革（？—1460年），又作孛罗帖木儿，明朝哈密国忠顺王，蒙古贵族，忠顺王卜答失里的儿子。
天顺元年（1457年）兄忠顺王倒瓦答失里去世，明朝从其母弩温答失里奏请，封卜列革为忠顺王。在位时，一年数贡，部属被朝廷封爵。四年（1460年）卜列革卒，无嗣，母亲主政事。